# Løve (film)
|  | Denne artikel er oprettet af botten Steenthbot ud fra en ekstern database. Den kan derfor have sproglige fejl eller mangler. Denne skabelon kan fjernes efter kontrol af indholdet. |

 For alternative betydninger, se Løve (flertydig). (Se også artikler, som begynder med Løve)
Løve er en tysk animationsfilm fra 2018 instrueret af Julia Ocker.

## Handling
Gazellen tror ikke, at løven kan fange ham. Men så begynder løven at løbetræne.

## Medvirkende
- Christian Heck, Løve
- Christian Heck, Gazelle